# Juta
Juta je lýkové vlákno ze stonků některých druhů jutovníku (Corchorus).

## Z historického vývoje
Kultivace juty je skoro tak stará jako lidská civilizace. Za počátek strojové výroby jutové příze se považuje zpracování juty v přádelně lnu ve skotském Dundee v roce 1830, Britové pak ovládali výrobu a trh s jutou až do konce 19. století. V Indii byla otevřena první tkalcovna jutového zboží v roce 1855 a začátkem 20. století se zde vyrábělo (hlavně v Kalkatě a okolí) již 450 milionů jutových pytlů ročně.
V kontinentální Evropě a v USA došlo od konce 19. století k jistému rozvoji ve zpracování jutových vláken (a konstrukci výrobních strojů), na začátku 21. století (2012) se však v této oblasti zpracovávalo méně než 1 % jutových vláken, prakticky celá výroba jutových textilií se odtud přesunula na indický subkontinent.
Pěstování juty se v roce 2020 soustřeďovalo na následující státy:
| Deset největších producentů juty 2020 | t/rok     |
| ------------------------------------- | --------- |
| Indie                                 | 1 807 264 |
| Bangladéš                             | 804 520   |
| Čína                                  | 36 510    |
| Uzbekistán                            | 19 122    |
| Nepál                                 | 10 165    |
| Jižní Súdán                           | 3 677     |
| Zimbabwe                              | 2 656     |
| Egypt                                 | 2 276     |
| Brazílie                              | 1 185     |
| Bhútán                                | 342       |
| Svět celkem                           | 2 688 912 |

Pěstitelská plocha obnášela v roce 2016 cca 1,47 milionu hektarů (2,25 t/ha).

## Pěstování a sklizeň
Pěstování a sklizeň se soustřeďuje hlavně na dva druhy:
- Corchorus olitorius, s obchodním označením Tossa, se podílí až 80 % na celkové sklizni. Rostlina dosahuje výšky asi 2,5 metru, má listy elipsovitého tvaru, plody vyrůstají z podlouhlých tobolek. Tento jutovník pochází z Afriky, do dnešních pěstitelských oblastí se dostal teprve v 19. století.
- Corchorus capsularis, zvaná obvykle „bílá juta“ má asi 10% podíl na sklizni. Dorůstá až do výšky 4 metrů, plody rostou z kulatých tobolek. Za původní oblast pěstování se považuje území na hranicích Indie a Barmy.

V tropickém klimatu se dá juta pěstovat bez umělého zavlažování s průměrným hektarovým výnosem 1,5-2 tuny. Juta dozrává asi 120-150 dní po vysetí. Stonky se po sklizni 18-30 dní máčí, potom se vlákna oddělují od dřeviny, 2-3 dny suší, zařazují do 6-8 jakostních tříd (podle pevnosti vlákna, obsahu dřeviny aj.) a svazují do balíků po cca 120 kg. Před zpracováním v přádelně (u exportního zboží před odesláním) se odřezává z podřadné dolní části stonku 20-40 cm tzv. „cutting“, který se prodává za nižší cenu.
Za nepravou jutu se často považuje čínská juta tj. vlákna mračňáku Theophrastova (Abutilon theophrasti),jávská juta, kenaf neboli bombajské konopí a několik podobných druhů. Světová produkce těchto vláken dosáhla v roce 2016 cca 230 000 tun.

## Vlastnosti jutových vláken
Rostlina obsahuje 5-7,5 % „technických“ vláken o délce 150-400 cm (svazek z nejméně 10 elementárních vlákének s délkou 1-5 mm spojených lignitem) má průměr asi 18 µm a relativní pevnost 83-196 mN/tex. Navlhavost dosahuje až 34 %, juta výborně odolává mikroorganizmům a velmi snadno se barví. K nevýhodám patří, že výrobky z juty značně práší (uvolňování elementárních vláken) a nepříjemně zapáchají.
Juta patří k nejlevnějším surovinám pro textilní průmysl. Např. v roce 2013 se prodával 1 kg surových vláken za 0,30 €.

## Zpracování
Naprostá většina jutových vláken se zpracovává na přízi, (dosud) jen zanedbatelné množství vlákenného materiálu jde do netkaných textilií

### Výroba příze
Stonky juty se nejdříve zbavují dřeviny na lámacích strojích. Vlákna se pak kropí vodou, rybím tukem a petrolejem a zpracovávají na mnucím stroji. Další postup:
- U velmi jemných vláken (s délkou 60-75 cm) je postup podobný jako při spřádání lenky, tj. vochlování – 2 pasáže mykání (breaker + mykačka) - 2 pasáže posukování – přástování – dopřádání (zpravidla polomokrým způsobem) na prstencových strojích. Na strojích se dají při cca 8000 otáčkách vřeten/ min. vyrábět příze o jemnosti 70-100 tex s tažnou pevností u osnovy cca 10-14 cN/tex a útku do 10 cN/tex.
- Většina jutových vláken (průměrně 20-25-cm dlouhých) se však zpracovává podobným systémem jako koudel (ovšem bez česání). Po mnutí následuje dvojnásobné mykání, posukování a dopřádání na jemném křídlovém stroji. Křídlovka pracuje s otáčkami do 5000/min, příze se vyrábí obvykle v jemnostech 100-250 tex, koudelka může být poněkud pevnější než vochlované příze. Křídlovky se přestavují a postupně nahrazují prstencovým dopřádáním. (Dopřádání s odstředivým vřetenem bylo dosud přes mnohé výhody nerentabilní[13]).
- Při spřádání se z vlákenného materiálu vylučuje 5-40 % dřevitého odpadu (root). O skutečném výskytu a případném využití se uvádějí velmi rozdílná množství (např. při mykání 4 až 11 % odpadu[14]), pojem pazdeří známý u jiných lýkových vláken se u juty nevyskytuje.[15] [16]
- Jemnost příze se udává v jednotkách spyndle počítaných podle vzorce:

spyndle = {\displaystyle {\frac {pound}{yards}}14400}
kde 1 spyndle = 14400 yards v 1 pound a v přepočtu
1 spyndle = {\displaystyle {\frac {453,6g}{13167m}}1000} = 34,5 tex
- Skaní se provádí obvykle ze dvou sdružených nití se zákrutovým koeficientem {\displaystyle \alpha } 120. U přízí na provaznické výrobky se většinou používá dvojstupňové skaní.[18]

### Použití jutové příze
Z více než 90 % přízí se vyrábí tkaniny, jen malá část hrubých přízí se používá na provaznické výrobky.
U tkanin se běžně rozeznává
- Saking – pytlovina na hrubé obaly těžších materiálů. Tkanina v keprové vazbě, zpravidla s osnovou ze skané příze, až 750 g/m². V posledních letech (2013) asi 3/4 vyráběného množství jutových tkanin (0,60 €/kg[12])
- Hesián – plátnová tkanina s řidší dostavou, hmotnost do 500 g/m². Použití: na pytle a krejčovské vložky. Asi 15 % vyráběných tkanin (cena 2013 = 0,72 €/kg[12])

Mimo těchto druhů jsou známá označení
- CBS (Carpet Backing Cloth) – podkladová tkanina na všívané koberce s váhou cca 200-400 g/m²
- Canvas – nejjemnější hustá tkanina ze skané příze
- Scrim – řídká levná tkanina

Ke tkaní se na začátku 21. století používaly skoro výhradně člunkové (převážně starší než 30 let) a ruční stavy. Jen asi 2 % byly modernější bezčlunkové stroje. (Např. čínský jehlový stroj s pracovní šířkou do 300 cm se 400 obr/min).
Zušlechťování jutových tkanin spočívá v napařování, postřihování, kalandrování a příp. žehlení. Tkaniny se jen zcela výjimečně bělí nebo barví.
K možnému použití jutových výrobků se vedle všeobecně známých obalů a dekoračních textilií v prodejních prospektech uvádí řada alternativ. Podíl na spotřebě tkanin pro tyto účely je však dosud jen velmi nízký.

## Galerie

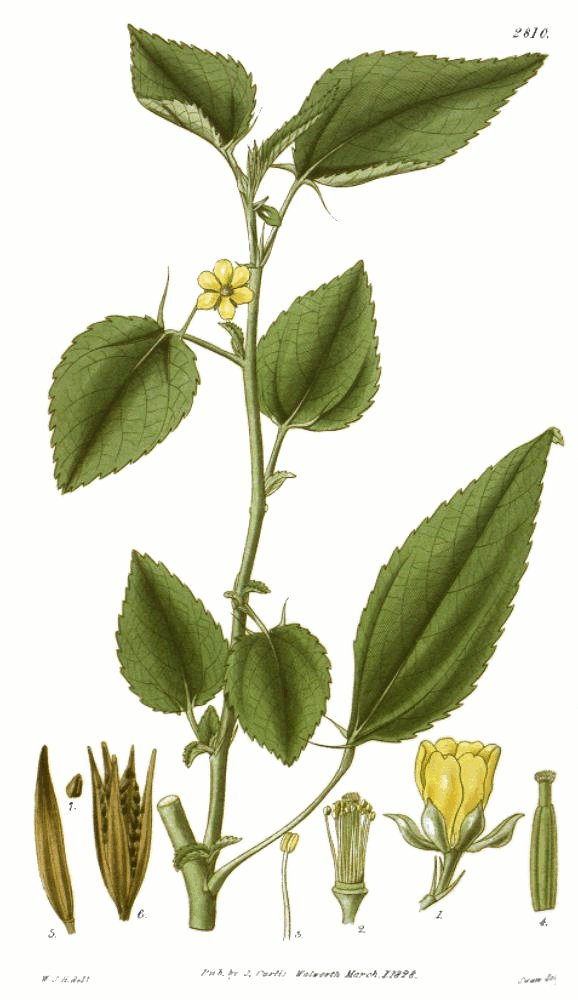
Corchorus olitorius (nákres)
Sklizeň juty
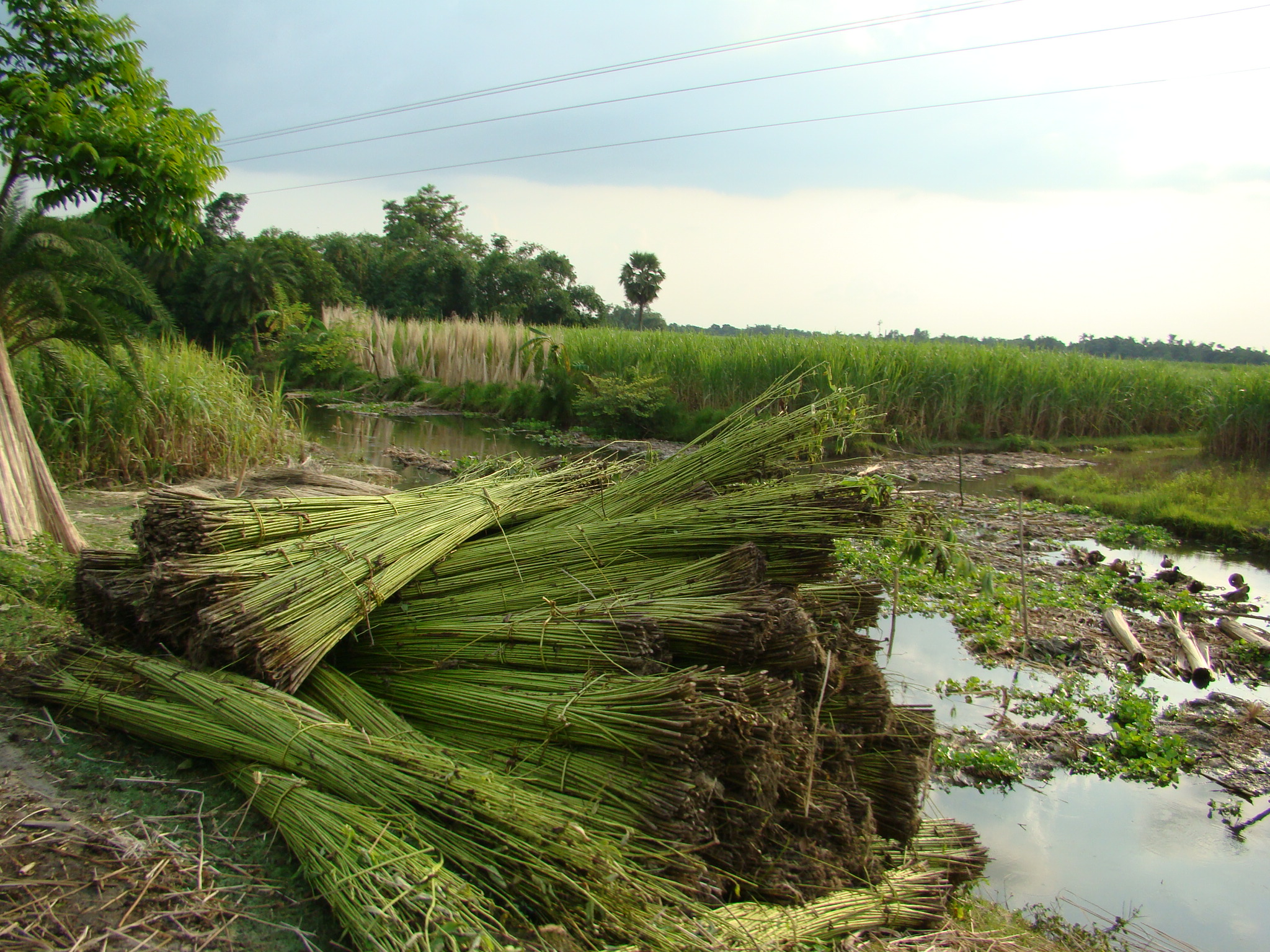
Máčení juty v Bangladéši
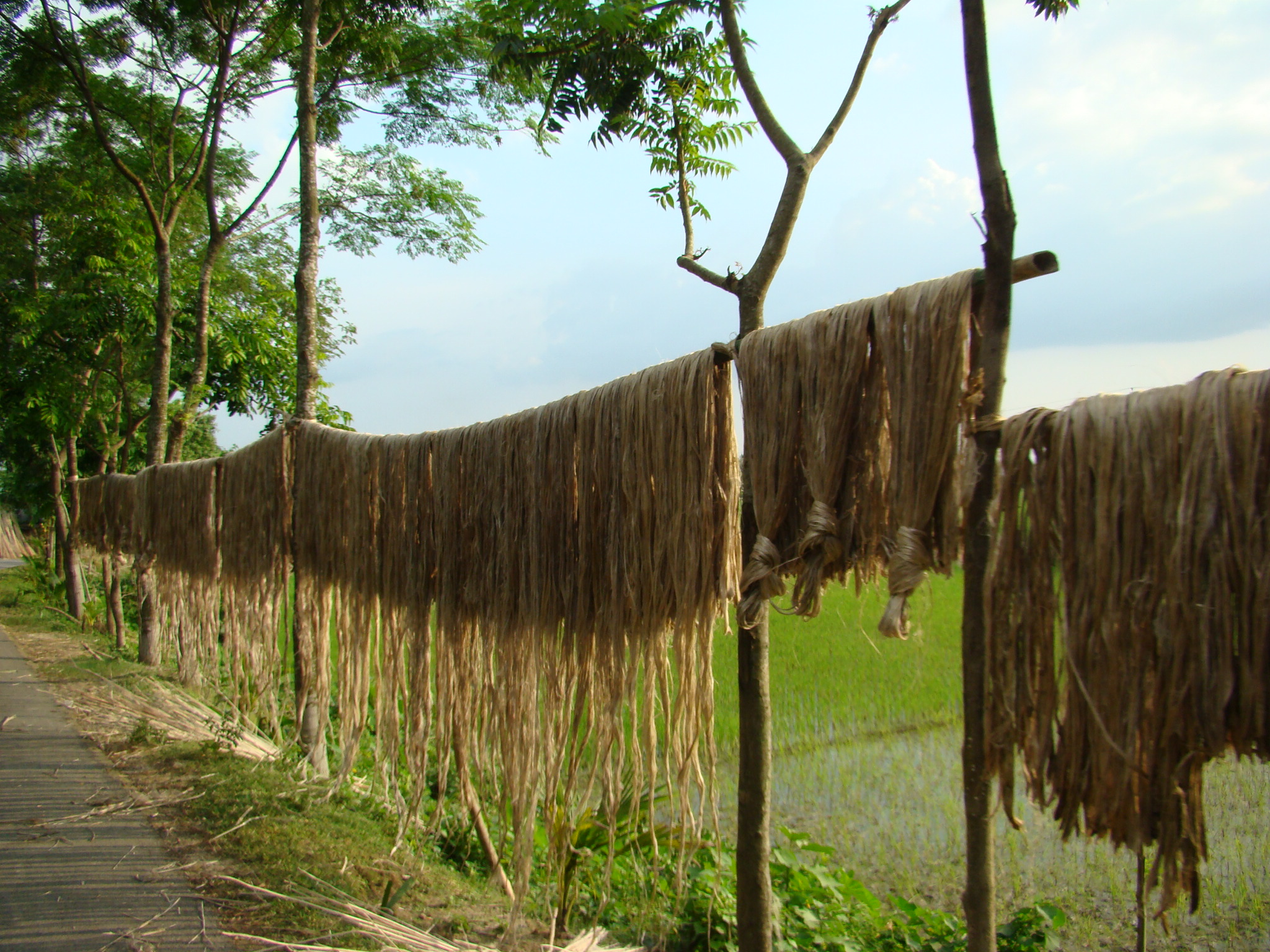
Sušení máčené juty
Osekávání konců vláken - „cutting“
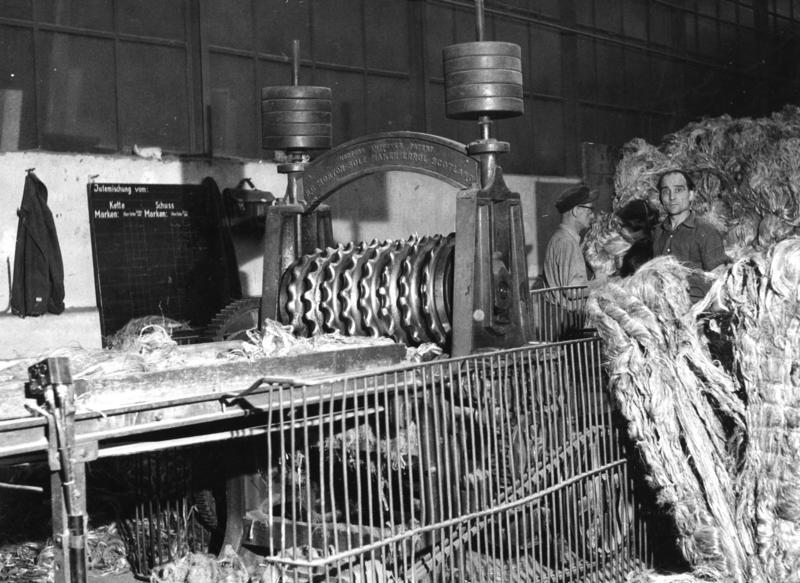
Lámací stroj na jutu (Hamburg 1953)
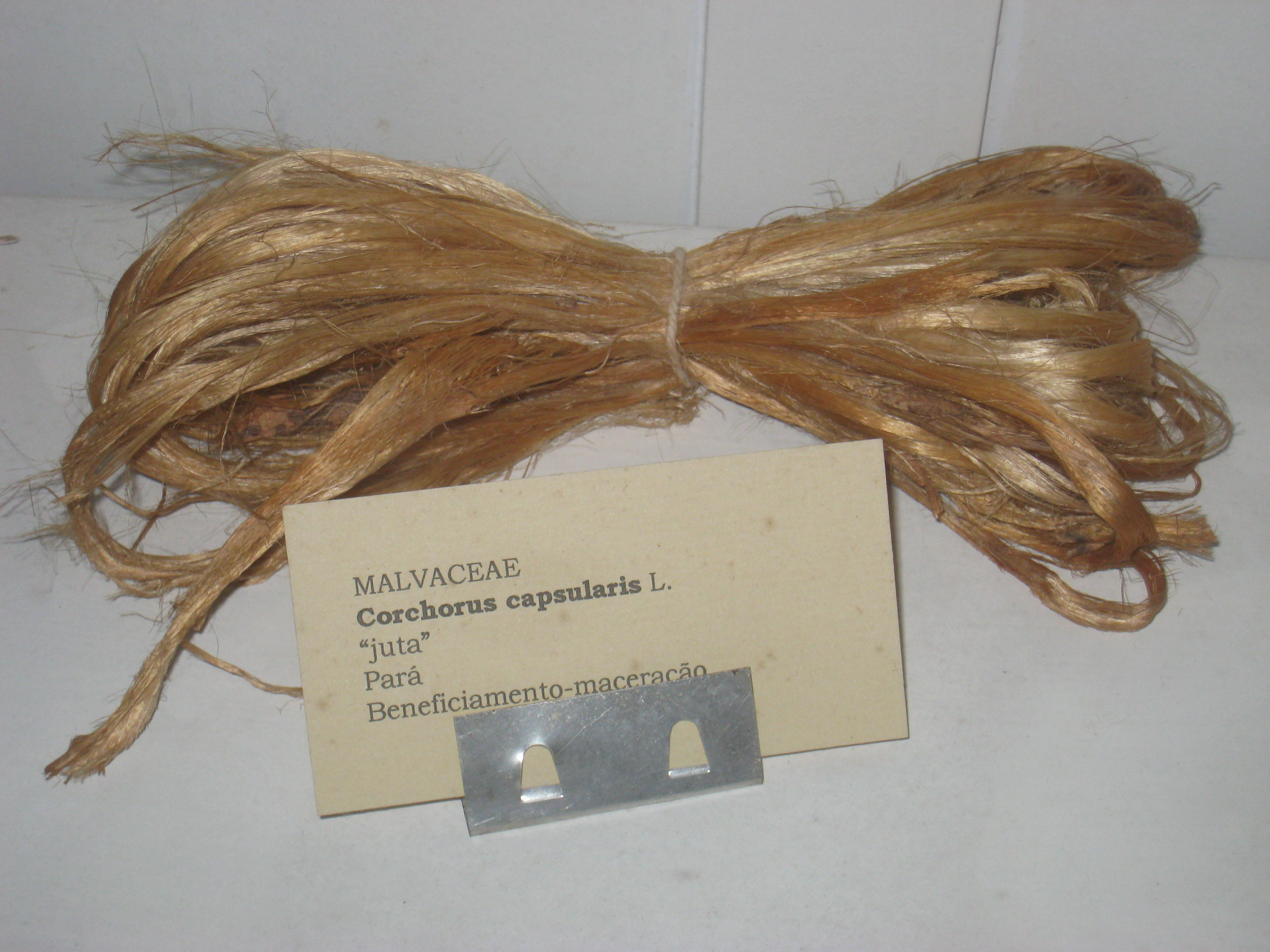
Vlákna vochlované „bílé“ juty
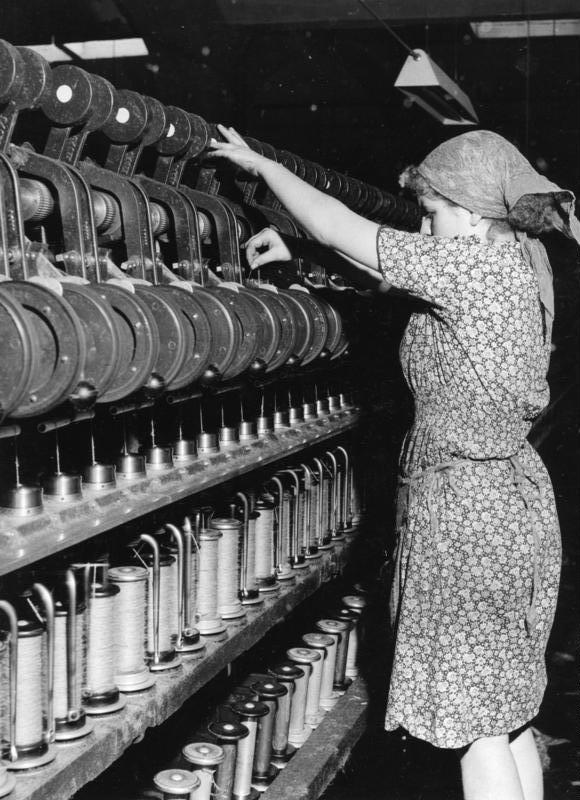
Křídlový dopřádací stroj na jutu (NDR 1953)
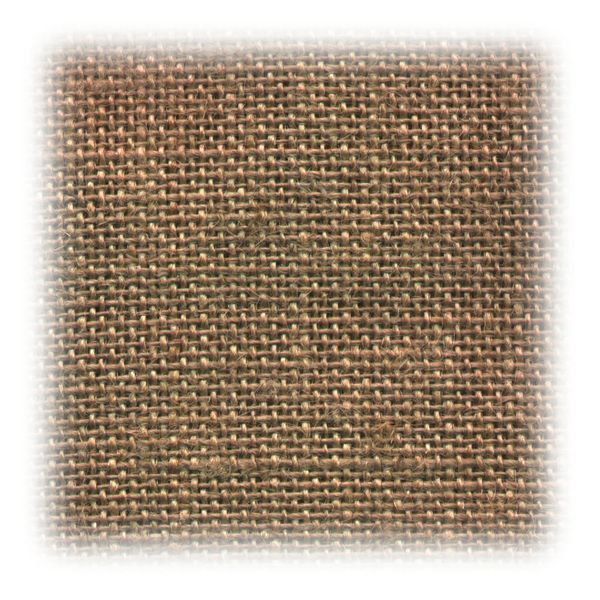
Jutová tkanina v plátnové vazbě
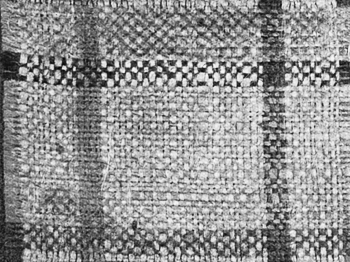
Károvaná tkanina na slamníky (20. léta 20. století)
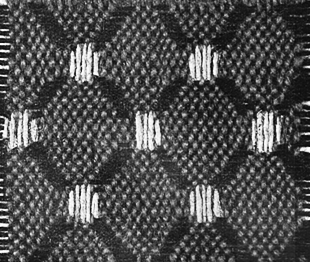
Dekorační jutová tkanina ze skané příze (20. léta 20. století)
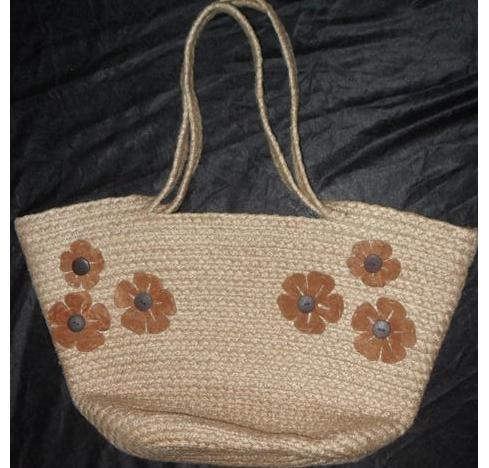
Kabelka z jutové tkaniny (Bangladéš)